# Vincenzo Marra
Pour les articles homonymes, voir Marra.
Vincenzo Marra (né en 1972 à Naples) est un réalisateur italien.

## Biographie
Vincenzo Marra reste très attaché à sa ville natale bien qu'il ait déménagé à Rome très jeune. Après des études de droit, pendant lesquelles il se spécialise dans la défense des droits civils en Irlande et en Amérique latine, il devient photographe reporter sportif.
Il réalise et produit en 1998 son premier court métrage, Una rosa prego, puis la Vestizione (1998). Il a été l’assistant de Mario Martone sur le film Teatro di guerra, et l’assistant réalisateur de Marco Bechis sur Garage Olimpo.
Après Tornando a Casa (2001), il a réalisé un documentaire sur un groupe de fervents supporters du club de football de Naples, Estranei alla massa (2001), puis un autre sur la Sicile, Paesaggio a Sud (2003). Vento di terra (2004) est son deuxième long métrage de fiction.

## Filmographie partielle
- 2001 : Tornando a casa (it)
- 2003 : Paesaggio a sud (it)
- 2004 : Vento di terra
- 2006 : L'udienza è aperta
- 2007 : L'ora di punta
- 2012 : Il gemello
- 2014 : Les Ponts de Sarajevo (I ponti di Sarajevo)
- 2015 : La prima luce (it)
- 2017 : L'equilibrio